# Aeroportul Doomadgee
Aeroportul Doomadgee (IATA: DMD, ICAO: YDMG) este un aeroport din Queensland, Australia ce deservește zona Doomadgee⁠(d). Aeroportul a fost tranzitat în 2022 de 7.591 de pasageri. A fost numit după zona deservită.
Situat la o altitudine de 32 m, aeroportul dispune de o singură pistă.